# Tonårsliv (dokumentärserie)
Tonårsliv är en svensk dokumentärserie som började sändas på SVT1 2009. Serien följer tre artonåriga tjejer som alla bor i Stockholmsområdet. Teamet har följt dem under fyra månader, en tid kantad av små och stora händelser, glädjeämnen och sorger. Sinsemellan lever de olika liv men alla tre befinner sig i gränslandet mellan att vara barn och vuxen. 
Joanna går sista året i gymnasiet och bor tillsammans med sin mamma och tvillingsyster. Joanna har under flera år tampats med sitt förhållande till mat och sin kroppsuppfattning. Nu kämpar hon för att bli frisk. 
Monica blev gravid när hon var 16 år. Nu bor hon hemma hos sin moster med sin lilla dotter Felice. Monica själv säger att Felice blev vändpunkten för henne. Innan Felice föddes levde hon ett destruktivt liv men när hon blev mamma förändrades hennes tillvaro totalt. 
Cecilia går också sista året i gymnasiet och bor med sin mamma. Skolarbetet är lite tungt för henne men hon kämpar för att få godkända betyg. Cecilia tränar cheerleading fem gånger i veckan och hennes kille tränar fotboll på proffsnivå.